# Les Évadées du camp d'amour
Pour plus de détails, voir Fiche technique et Distribution.
Les Évadées du camp d'amour (Femmine infernali) est un film d'aventures érotique hispano-italien réalisé par Edoardo Mulargia, et sorti en 1980. 

## Synopsis
Un camp de prisonniers pour femmes est situé dans la forêt tropicale. Les règles y sont déjà très dures, les femmes étant souvent torturées et maltraitées par les gardiens, puis le nouveau directeur durcit encore le ton et l'incarcération des détenues devient encore plus infernale, privées de tout droit et rythmée par le bruit des coups de fouet. Heureusement pour les filles, un médecin du camp, horrifié par ce qui se passe dans la prison, aide les détenues à s'échapper en les conduisant dans la forêt. Le voyage est semé d'embûches, entre serpents, sangsues et mares boueuses, et seules deux d'entre elles survivent, leur sauveuse mourant d'un coup de feu tiré par les gardes à la poursuite des évadées.

## Fiche technique
- Titre français : Les Évadées du camp d'amour[1]
- Titre original italien : Femmine infernali[2]
- Titre espagnol : El infierno de las mujeres[3]
- Réalisation : Edoardo Mulargia
- Scénario : Edoardo Mulargia, Sergio Chiusi, Roberto Estevez
- Photographie : Valverde Mateos Manuel
- Montage : Eugenio Alabiso
- Musique : Marcello Giombini
- Producteur : Arturo González
- Société de production : Arturo Gonzàlez Producciones Cinematográficas, S.N.P.C.
- Pays de production :  Italie -  Espagne
- Langue originale : italien
- Format : couleurs - 1,85:1 - Son mono - 35 mm
- Genre : film d'aventures érotique, women in prison
- Durée : 93 minutes
- Date de sortie :
  - Italie : 27 mars 1980
  - France : 21 mai 1980
  - Espagne : 28 novembre 1980

## Distribution
- Anthony Steffen - Docteur Farrell
- Ajita Wilson - Zaira
- Cristina Lay - Vivienne
- Cintia Lodetti - Katie
- Luciano Pigozzi - Le gardien
- Serafino Profumo - Martinez
- Maite Nicote - Mary (créditée comme Maite Nicott)
- Yael Forti - Marika
- Zaira Zoccheddu - Lucy
- Adelaide Cendra - Détenue 1
- Angela Martinelli - Détenue 2
- Gilberto Galimberti - Luis
- Anna Maria Panaro - Marie-Antoinette, la folle
- Robert Spafford - Martinez (voix) (non crédité)